# Dorsino
Dorsino är en ort och frazione i kommunen San Lorenzo Dorsino i provinsen Trento i regionen Trentino-Sydtyrolen i Italien. 
Dorsino upphörde som kommun den 1 januari 2015 och bildade med den tidigare kommunen San Lorenzo in Banale den nya kommunen San Lorenzo Dorsino. Den tidigare kommunen hade 438 invånare (2014).